# 王欣 (1988年)
王欣（1988年—），女，辽宁人，現為香港亞洲電視合約女藝員。

## 生平
2010年參選2010亞洲小姐競選，奪得中國內地賽區冠軍，並當選總決賽冠軍。

## 演出作品
- 亞洲電視
  - 藏寶2 (2012)

## 獎項
- 2010年 亞洲小姐競選中國內地賽區 ——最佳演藝潛質獎
- 2010年 亞洲小姐競選中國內地賽區 ——冠軍
- 2010年 亞洲小姐競選總決賽 ——最完美秀髮大獎
- 2010年 亞洲小姐競選總決賽 ——冠軍

## 外部連結
- 亞洲小姐競選 參選資料

| 前任： 許瑩 | 亞洲小姐競選冠軍 2010年 | 繼任： 馮雪冰 |